# Gottschea aligera
Gottschea aligera är en bladmossart som först beskrevs av Nees et Blume, och fick sitt nu gällande namn av Christian Gottfried Daniel Nees von Esenbeck. Gottschea aligera ingår i släktet Gottschea och familjen Schistochilaceae. Inga underarter finns listade i Catalogue of Life.